# NGC 1422
NGC 1422 (również PGC 13569) – galaktyka spiralna z poprzeczką (SBab), znajdująca się w gwiazdozbiorze Erydana. Została odkryta 19 listopada 1886 roku przez Francisa Leavenwortha. Galaktyka ta należy do gromady w Erydanie.